# 齐国圜钱

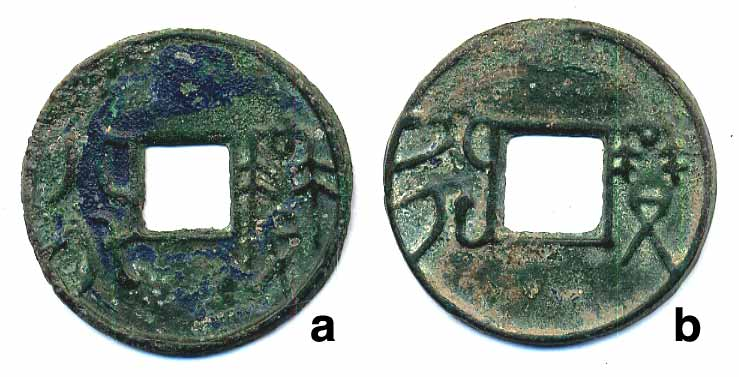
两枚賹六化圜钱

齐国圜钱，或称賹化钱，中国古代战国时期位于今山东省一带的诸侯国齐国所铸造流通的一类圜钱，圆形方孔，有郭，钱文有“賹化”、“賹四化”和“賹六化”三种，钱文释读仍有争议。齐国是较晚使用圜钱的国家之一，大约在战国晚期开始铸造，仍使用此前齐国刀币的“化”为货币单位。

## 铸行
齐国早、中期铸行刀币，晚期兼行圜钱。賹化钱的铸行应开始于齐襄王复国之后。除在齐国流通外，还流通到燕、赵等国。朱活认为齐国圜钱的发行是受到了秦国势力东扩的影响:106-107。
对于賹化圜钱的铸行地区在今山东一带，钱币学界和考古学界意见基本一致；而其铸行时期则分歧较大。丁福保认为是汉武帝时期菑川王之子刘胡所铸，王献唐认为是西周初期，彭信威认为是秦国灭齐之前。朱活认为是战国晚期，其给出的理由为在西周、春秋的遗址、窖藏中未曾发现賹化圜钱，仅在战国晚期墓葬中发现过。赵匡华等人对齐国圜钱和刀币的合金配比进行比较后，认为圜钱大约与铸行于战国晚期的“齐法化”刀币同时并行。
朱活认为齐国圜钱与齐法化刀币为同时流通的货币，但它们之间并不存在主币与辅币的关系，“一枚賹化圜钱的法定币值为一枚齐法化”，而齐法化刀币的重量是賹化圜钱的三十余倍，因而推断賹化圜钱是战国晚期齐国国力严重衰退时铸造发行:130-132。赵匡华等则对朱活的这一观点进行了质疑，认为賹化圜钱是刀币的辅币。按照重量测定和钱文分析，賹六化、賹四化和賹化三种圜钱的币值比率为6:4:1，赵匡华等认为齐法化刀币应合賹化36枚。

## 形制
齐国圜钱的形状为外圆内方，与秦半两一致，但仍带有很多齐国刀币的风格，如有廓，以“化”为单位等。
下表罗列了中国政府网《圜钱》一文，山东省情资料库《賹化钱》一文，赵匡华等人《“賹四化”与“賹六化”的理化研究》给出的尺寸和重量数据。
| 钱文   | 图案 | 政府网 | 政府网   | 省情网 | 赵匡华等 | 赵匡华等 |
| 钱文   | 图案 | 直径   | 重量     | 重量   | 直径     | 重量     |
| ------ | ---- | ------ | -------- | ------ | -------- | -------- |
| 賹六化 |      | 35mm   | ~8.25g   | ~8.8g  | 35mm     | 7.0g     |
| 賹四化 |      | 30mm   | ~5.45g   | ~5.8g  | 30mm     | 4.9g     |
| 賹化   |      | 20mm   | 1.30g-2g | ~1.4g  | 不適用   | 不適用   |

## 钱文释读
齐国圜钱钱文的最后一个字自清朝末年以来多释为“化”，解释为货币，还有“刀”等释读:9。
第一个字早期曾被误释为“宝”、“燕”、“贝”、“朋贝”等，后多释读为“賹”（上部“𠍳”即古“嗌”字，用作声符）。丁福保《古钱大辞典》中认为“賹即益，为汉武帝元朔二年所封菑川懿王子刘胡之侯国，地望在山东寿光县西……盖今之益都，在汉为益国也”，后来考古发掘证明賹化圜钱为战国晚期铸币，这一观点被推翻。朱活认为賹是当时贵金属的重量单位，也就是原本秦国所用的“镒”。

## 材质
齐国圜钱的材质全部为青铜合金，主要含有铜、铅和锡三种金属。赵匡华等人曾取4枚賹四化和14枚賹六化进行理化分析，并通过与齐国刀币的合金配比参数比较，齐国圜钱与战国晚期的齐法化刀币的配比几乎一致。
| 币种   | 含铜量平均值 | 含铅量平均值 | 含锡量平均值 |
| ------ | ------------ | ------------ | ------------ |
| 賹四化 | 56.2%        | 36.5%        | 3.9%         |
| 賹六化 | 56.2%        | 34.5%        | 3.8%         |
| 合计   | 56.2%        | 34.9%        | 3.8%         |

## 部分出土情况
齐国圜钱的出土以賹六化和賹四化较为常见，賹化罕有。
| 出土时间   | 出土地点                         | 出土的齐国圜钱                        | 其他说明                                                                       | 来源         |
| ---------- | -------------------------------- | ------------------------------------- | ------------------------------------------------------------------------------ | ------------ |
| 1960年     | 山东省济南市五星牌坊             | 賹六化305枚，賹四化292枚，賹化2枚     | 同时出土即墨之法化3枚，安阳之法化2枚，齐之法化2枚，齐法化51枚，以及一化圜钱2枚 | [ 1 ] [ 10 ] |
| 1968年12月 | 山东省青岛市市郊女姑口           | 賹六化1枚，賹四化2枚                  | 同时出土即墨之法化、齐法化各1枚                                                | [ 11 ]       |
| 1970年     | 山东省济南市历城港沟公社神武大队 | 賹六化41枚（另有1枚残币），賹四化40枚 | 同时齐法化5枚                                                                  | [ 11 ]       |
| 1979年     | 山东省日照县两城公社竹园大队     | 賹六化107枚，賹四化95枚               | 同坑出土齐刀197枚                                                              | [ 1 ]        |
| 1983年8月  | 山东省博兴县陈户公社乔子村       | 賹四化4枚                             | 同时出土安阳之法化1枚，齐之法化1枚，齐法化99枚                                 | [ 12 ]       |

## 备注
1. ↑  郭，钱币学术语，指凸起的轮廓